# Domingoa
Domingoa es un género que tiene asignadas cinco especies de orquídeas. Son naturales de 
Cuba, La Española y Mona de las Antillas Mayores.

## Descripción
El género tiene cinco especies que se encuentran en el Caribe. Están estrechamente relacionado con  el género Cattleya aunque se estima aconsejable que se incluya en Pleurothallidinae.

## Evolución, filogenia y taxonomía
El género fue descrito por Rudolf Schlechter y publicado en Edwards's Botanical Register 28: misc. 2–3. 1842.
Etimología
Domingoa; nombre genérico que hace referencia a Santo Domingo, un antiguo nombre de La Española.

## Especies
- Domingoa gemma (Rchb.f.) Van den Berg & Soto Arenas, Neodiversity 2: 8 (2007)
- Domingoa haematochila (Rchb.f.) Carabia, Mem. Soc. Cub. Hist. Nat. Felipe Poey 17: 143 (1943)
- Domingoa nodosa (Cogn.) Schltr. in I.Urban, Symb. Antill. 7: 497 (1913)
- Domingoa purpurea (Lindl.) Van den Berg & Soto Arenas, Neodiversity 2: 8 (2007)

- Domingoa × susiana Dod, Moscosoa 3: 52 (1978)